# Woodville (famiglia)

Stemma della regina Elisabetta Woodville

I Woodville furono una nobile famiglia inglese. Il nome originario era Wydeville, poi modernizzato in Woodville.

## Storia
La famiglia era di umili origini. I Pipe rolls ed il Red Book of the Exchequer, antichi manoscritti medievali inglesi, citano alcuni antenati dei Wydeville risalenti al XII secolo che abitavano per lo più nello Yorkshire o nel Leicestershire.
Si tratta tuttavia di singoli personaggi la cui parentela tra l'uno e l'altro rimane sconosciuta. Per trovare una genealogia certa bisogna attendere il XIV secolo quando compare un certo Richard de Wydeville (1310-1378) di Grafton, nel Northamptonshire.  Dalla prima moglie, il cui nome rimane ignoto, ebbe un figlio Sir John de Wydeville (1341/1343-dopo il 1403).  John e la prima moglie Katherine Fermbrand di Biddenham, nel Bedfordshire, ebbero due figli:
- Thomas (?-1435);
- Richard Wydeville di Grafton (?-dicembre 1441), che sposò una fanciulla discendente dei Beauchamp di Wellington. Da questa unione nacque un figlio, Richard Woodville (1405-12 agosto 1469).

## Guerra delle due rose
La famiglia Woodville, dai natali modesti, riuscì ad ottenere incarichi di un certo rilievo attraverso l'intraprendenza di Richard Woodville, figlio di Richard Woodville, ciambellano di Giovanni Plantageneto, I duca di Bedford. Richard, che fu scudiero del re lancasteriano Enrico V d'Inghilterra durante la battaglia di Azincourt, seppe sfruttare il gioco di alleanze politiche all'interno della guerra civile (guerra delle due rose) che stava dilaniando il regno passando dalla parte degli York al momento opportuno.
Riuscendo a far maritare sua figlia Elisabetta, una delle più belle dame dell'epoca, al re Yorkista Edoardo IV ottenne la definitiva fortuna della numerosa ed ambiziosa famiglia.
Tuttavia il matrimonio reale con una dama di inferiore livello sociale e l'influenza dei Woodville sul re furono la causa della prosecuzione della guerra delle due rose.
La fortuna dei Woodville terminò con la morte di Edoardo IV e l'ascesa al trono di suo fratello Riccardo III, il quale eliminò tutti i membri maschi della famiglia compresi i nipoti Edoardo e Riccardo (i principi nella Torre), figli di Edoardo ed Elisabetta.
Persa la corona, Elisabetta Woodville riuscì a riavere la propria posizione e il titolo di regina vedova solo con l'ascesa al trono di Enrico Tudor che sposò sua figlia Elisabetta di York e sconfisse Riccardo III.

## Conti di Rivers
Richard Woodville venne creato il 9 maggio 1448 barone e signore di Ryvers. Successivamente fu elevato a conte Rivers il 24 maggio 1466. Alla sua morte il titolo passò al figlio Antonio, giustiziato nel 1483 senza aver lasciato eredi, e poi all'altro Riccardo. Riccardo poté divenire conte nel 1485 e con la sua morte senza figli nel 1491 il titolo si estinse.